# Uwe Ampler
Uwe Ampler (Zerbst, 11 oktober 1964) is een Duits voormalig wielrenner.
In 1999 werd hij door de tuchtraad van de Duitse wielerbond (BDR) voor negen maanden geschorst wegens het gebruik van doping. De schorsingsperiode liep van 1 augustus 1999 tot 30 april 2000. In zijn urine, die werd afgenomen bij de Ronde van Saksen, werd het verboden middel testosteron aangetroffen. Hij werd met onmiddellijke ingang ontslagen Eerder werd kwam hij in het nieuws door in 1996 bij een Deense televisie-uitzending zijn voormalig werkgever Telekom van het systematisch gebruik van epo te beschuldigen.

## Belangrijkste overwinningen
1981
- Wereldkampioen op de weg, 75 km ploegentijdrit, Junioren (met Dan Radtke, F. Jesse en R. Wodinsky)

1982
- Wereldkampioen op de weg, 75 km ploegentijdrit, Junioren (met Jens Heppner, Andreas Lux en Jan Gloszman)

1985
- Eindklassement Ronde van Nedersaksen

1986
- 4e etappe Ronde van Saksen
- Eindklassement Ronde van Saksen
- 1e etappe Tour du Vaucluse
- Wereldkampioen op de weg, Amateurs

1987
- 8e etappe Vredeskoers
- 9e etappe Vredeskoers
- 10e etappe Vredeskoers
- Eindklassement Vredeskoers
- Proloog Tour du Vaucluse

1988
- Proloog Vredeskoers
- 6e etappe Vredeskoers
- Eindklassement Vredeskoers
- 8e etappe GP Tell
- Olympisch kampioen 100 km ploegentijdrit, Amateurs (met Mario Kummer, Jan Schur en Maik Landsmann)

1989
- 9e etappe Vredeskoers
- 11e etappe Vredeskoers
- Eindklassement Vredeskoers
- 4e etappe Ronde van Saksen
- 6e etappe Ronde van Saksen
- Eindklassement Ronde van Saksen

1990
- Grand Prix de la Libération
- 10e etappe Ronde van Zwitserland

1991
- 7e etappe Parijs-Nice

1992
- GP Kanton Aargau Gippingen

1998
- Eindklassement Vredeskoers

## Resultaten in voornaamste wedstrijden
| Jaar | Ronde van Italië | Ronde van Frankrijk | Ronde van Spanje |
| ---- | ---------------- | ------------------- | ---------------- |
| 1990 |                  | opgave              | 9e               |
| 1991 |                  | 32e                 |                  |
| 1992 | 11e              | opgave              |                  |
| 1993 | buiten tijd      |                     |                  |
| 1999 |                  |                     |                  |

| Jaar | Milaan-San Remo | Parijs-Roubaix | Amstel Gold Race | Luik-Bast.‑Luik | Ronde van Lombardije | Rund um den Henninger-Turm |  | WK op de weg |
| ---- | --------------- | -------------- | ---------------- | --------------- | -------------------- | -------------------------- |  | ------------ |
| 1990 |                 | 30e            | 34e              | 121e            |                      |                            |  | 33e          |
| 1991 |                 |                | 109e             | 19e             | 74e                  | 8e                         |  | 49e          |
| 1992 | 119e            |                | 70e              |                 |                      |                            |  |              |
| 1993 |                 |                |                  |                 |                      |                            |  |              |
| 1999 |                 |                |                  |                 |                      | 27e                        |  |              |

1960: Trapè, Bailetti, Cogliati, Fornoni ·
1964: Zoet, Dolman, Karstens, Pieterse ·
1968: Zoetemelk, Den Hertog, Krekels, Pijnen ·
1972: Jardi, Komnatov, Lichatsjov, Sjoekov ·
1976: Tsjoekanov, Tsjaplygin, Kaminski, Pikkuus ·
1980: Kasjirin, Logvin, Sjelpakov, Jarkin ·
1984: Bartalini, Giovannetti, Poli, Vandelli ·
1988: Ampler, Kummer, Landsmann, Schur ·
1992: Dittert, Meyer, Peschel, Rich
Wielerploegen van Uwe Ampler
Alcalá ·
Ampler · 
Breukink ·
De Wolf ·
den Bakker ·
Dhaenens  ·
Draaijer (tot 27/02) ·
Earley ·
Hoondert ·
Jakobs ·
Kelly ·
Kersten ·
Nelissen ·
Pedersen ·
Raab ·
Stamsnijder (tot 28/02) · 
van Aert ·
van den Akker ·
van Orsouw ·

Verhoeven ·
Vos ·
Zadrobilek
Ampler ·  
Colyn · 
De Wael ·
Dewailly ·
De Wilde ·  
Frison ·   
Holm ·
Hundertmarck ·
Huygens ·
Kappes ·
Lehnert · 
Lilholt ·
Peeters · 
Sels · 
Speaks · 
Stumpf · 
Thevenin ·
Van Itterbeeck · 
Verstrepen ·
Virvaleix · 
Evenepoel (stagiair)
Ampler ·
Bölts ·
Farazijn ·
De Wilde ·
Gänsler ·
Gröne ·
Henn ·
Heppner ·
Holzmann · 
Hübner ·
Kappes ·
M. Madiot ·
Y. Madiot ·
Matwew ·
Peeters ·
Schleicher · 
Stumpf ·
Wolf
Aldag ·
Ampler ·
Audehm ·
Bölts ·
De Wilde ·
Gröne ·
Hanegraaf ·
Henn ·
Heppner ·
Holm ·
Krieger · 
Kummer ·
Ludwig ·
Merckx ·
Raab ·
van Orsouw ·
Wesemann ·
Zabel ·
Teutenberg (stagiair) ·
Werner (stagiair)
1994–1996: Geen professionele ploeg, actief als amateur